# Nestor meridionalis
Il caca (Nestor meridionalis (J.F.Gmelin, 1788)) o kaka è un uccello della famiglia degli Strigopidi, endemico della Nuova Zelanda.

## Descrizione
Il caca è un pappagallo di medie dimensioni, lungo circa 45 cm. I maschi pesano in media 487 g e sono generalmente più grandi delle femmine, che invece raggiungono un peso medio di 418 g. Il piumaggio è di colore bruno o verde scuro, con accenni più colorati in varie parti del corpo: collo, groppone e parte inferiore delle ali sono rossicci, il vertice è grigio chiaro e le guance sono dorate. I maschi hanno un becco più lungo e arcuato rispetto alle femmine, mentre gli esemplari giovani hanno la base della mandibola gialla.

## Biologia
I caca sono uccelli arboricoli, in grado di volare agilmente tra i rami. Sono gregari e molto rumorosi, e spesso foraggiano in gruppo.

### Alimentazione
Questi uccelli si nutrono di semi, frutti, nettare, linfa, melata e invertebrati. Si spostano stagionalmente in base alla disponibilità di risorse.

### Riproduzione
I caca si riproducono in primavera ed estate, ma talvolta la seconda covata della stagione può protrarsi fino all'inverno. Nidificano all'interno delle cavità dei tronchi, solitamente a più di 5 m di altezza, ma in alcune isole prive di predatori i nidi possono essere a livello del suolo. Generalmente vengono deposte 4 uova, che vengono incubate esclusivamente dalla femmina, che si occupa anche della nutrizione dei nidiacei. Il maschio ha il compito di nutrire la femmina durante l'incubazione, mentre entrambi i genitori nutrono i piccoli prossimi all'involo. I piccoli solitamente diventano indipendenti ad un'età compresa tra i 2 e i 5 mesi, e iniziano a riprodursi in media all'età di 3 anni.

## Distribuzione e habitat
Nestor meridionalis è diffuso nell’Isola del Nord e in alcune isole minori circostanti, quali The Hen and Chickens, Little Barrier Island, Great Barrier Island, Mayor Island e Kapiti Island, e nell’Isola del Sud, in particolare nelle Alpi Meridionali, nel Fiordland e nel Southland e nelle isole minori come Stewart Island e Codfish Island. È molto comune all'interno di alcune aree protette, quali Zealandia e il Pūkaha / Mount Bruce National Wildlife Centre.
I caca vivono nelle foreste temperate fino a 1000 m di altitudine.

## Tassonomia
Il caca è suddiviso in due sottospecie:
- N. m. septentrionalis, diffuso sull'Isola del Nord e sulle isole limitrofe, possiede un piumaggio scuro
- N. m. meridionalis, diffuso sull'Isola del Sud e sulle isole limitrofe, con un piumaggio più chiaro.[5][6]

## Conservazione

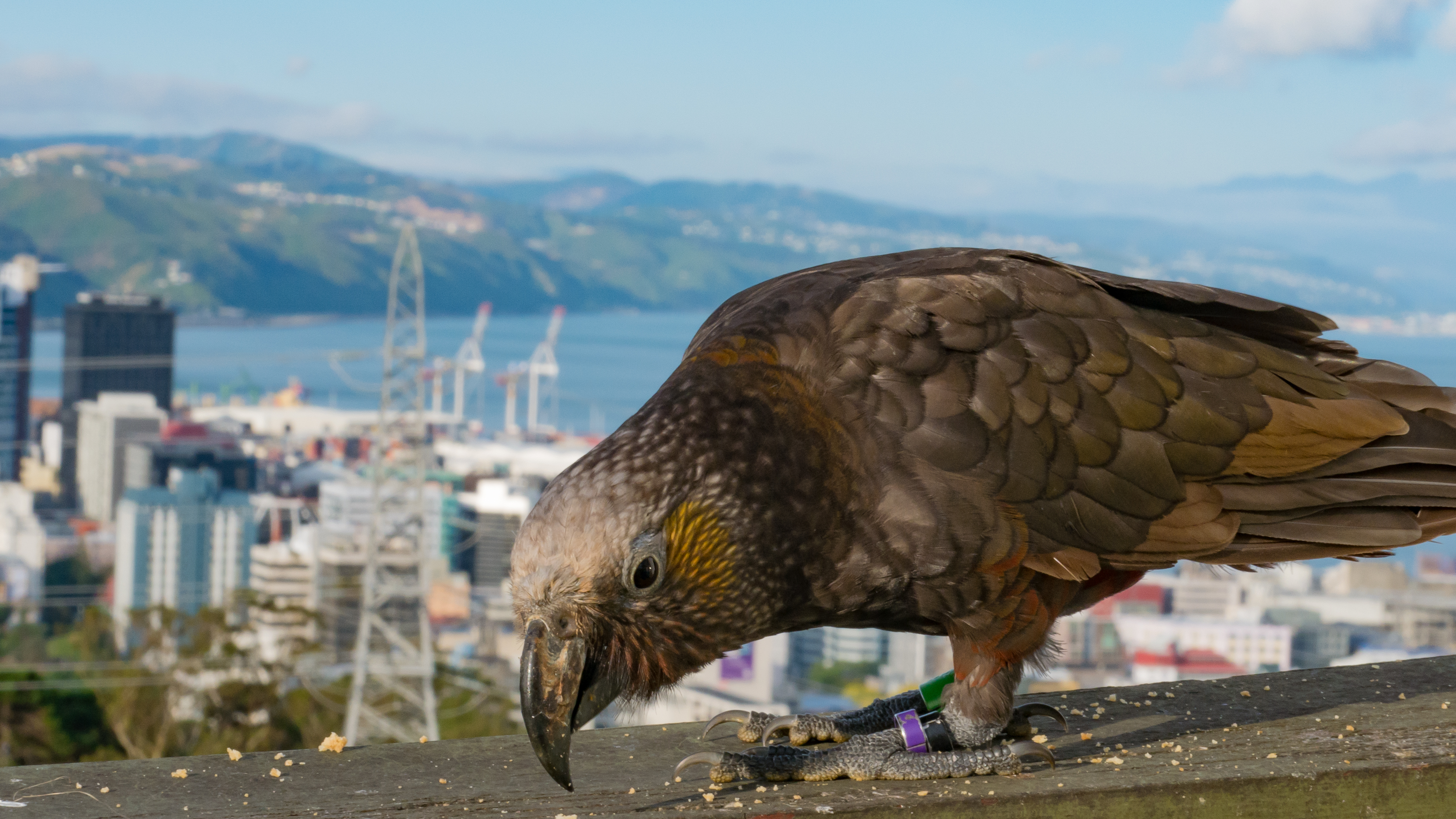
Un caca nei dintorni di Wellington

Il caca è classificato come Vulnerabile dalla IUCN e presenta una popolazione compresa tra i 3,750 e i 14,999 individui, complessivamente in diminuzione. Meno del 50% della popolazione si trova sulle due isole maggiori, dove è presente in buon numero solo nelle riserve prive di predatori, mentre il resto si trova sulle isole circostanti, anch’esse libere da fattori di minaccia.
La sottospecie meridionale è in declino, con una diminuzione del 10-50% in tre generazioni, mentre la sottospecie settentrionale è in ripresa grazie agli sforzi di conservazione. Complessivamente la specie ha subito in passato un declino del 30-40%.
Mentre in passato le minacce per il caca erano la distruzione dell’habitat e la caccia, attualmente il declino è da imputare ai predatori alloctoni introdotti in Nuova Zelanda. Gli ermellini (Mustela erminea) predano gli adulti, soprattutto le femmine in cova, causando uno sbilanciamento del rapporto tra i sessi; i tricosuri volpini (Trichosurus vulpecula) competono con i caca per il cibo e predano i nidi, così come i ratti grigi (Rattus norvegicus). I caca competono inoltre con le vespe del genere Vespula, anch’esse alloctone, per la melata.
Per contrastare il declino sono stati attuati numerosi progetti di conservazione. In molte aree sono stati intrapresi programmi di eliminazione dei mammiferi alloctoni, con impatti decisamente positivi. Esemplari rilasciati in aree protette hanno dato vita a popolazioni in espansione, come quelle presenti a Zealandia (da dove stanno colonizzando le zone circostanti, come la città di Wellington dove nel 2020 si è registrato un aumento del 270% del tasso di incontro di questa specie rispetto al 2011) e a Pukaha. Dove la competizione con le vespe è maggiore è stato fornito ai caca cibo supplementare, con scarsi risultati. Adulti e giovani vengono monitorati tramite radiotrasmettitori per registrare spostamenti, habitat frequentati e fonti di cibo.